# أوميت كاران
أوميت كاران (1 أكتوبر 1976 في ألمانيا - ) (بالتركية: Ümit Karan)‏ هو لاعب كرة قدم تركي في مركز الهجوم. شارك مع منتخب تركيا لكرة القدم. أما مع النوادي، فقد لعب مع إسكيشهرسبور وعثمانلي سبور وغلطة سراي وغنتشلربيرليغي وTürkiyemspor Berlin ‏.

## وصلات خارجية
- أوميت كاران على موقع الاتحاد الأوربي (الإنجليزية)
- أوميت كاران على موقع اتحاد تركيا (لاعب) (الإنجليزية)
- أوميت كاران على موقع قاعدة بيانات كرة القدم.إي يو (الإنجليزية)
- أوميت كاران على موقع ناشيونال فوتبول تيمز (الإنجليزية)
- أوميت كاران على موقع Soccerway.com (الإنجليزية)
- أوميت كاران على موقع عالم كرة القدم.نت (الإنجليزية)